# Marly-Gomont
Marly-Gomont là một xã ở tỉnh Aisne, vùng Hauts-de-France thuộc miền bắc nước Pháp.